# Баранкитс, Маргерит
Маргерит Баранкитс (рунди Marguerite (Maggie) Barankitse; род. 1957, Руйиги, Руанда-Урунди) — гуманитарный активист, работает над улучшением положения детей в Бурунди и борьбой с этнической дискриминацией.

## Биография
Осенью 1993 года во время кровопролитной войны в Бурунди между народами хуту и тутси Баранкитс спасла от казни 25 детей. В дальнейшем она стала усыновлять детей тутси и хуту и создала организацию-приют «Дом Шалом» — за 20 лет через «дом» прошли 30 тысяч детей-сирот.
«Дом Шалом» под руководством Баранкитс превратился в большую сеть школ, больниц и медицинских служб по всей Бурунди. Однако поскольку Баранкитс протестовала против неконституционного третьего срока президента Пьера Нкурунзизы, с 2015 года она вынужденно живёт в изгнании. Барабкитс переключила своё внимание на помощь более чем 90 тысячам бурундийских беженцев в Руанде. В 2017 году она открыла Общественный центр «Оазис мира» в Кигали, чтобы помогать школьникам, предлагать психологическую и социальную поддержку жертвам пыток и изнасилований и осуществлять мероприятия в области устойчивого развития в таких областях, как здравоохранение, образование, профессиональное обучение, культура и получение доходов.

## Награды и премии
Баранкитс получила множество наград, в том числе премию Нансена (2005), премию Четырёх свобод, премию «Аврора» за пробуждение гуманизма) (2016) и другие.